# Télévision à Monaco
La télévision à Monaco est introduite en 1954.

## Histoire
Une première chaîne de télévision monégasque, Télé Monte-Carlo (TMC), est inaugurée par le prince Rainier III le 19 novembre 1954, jour de la fête nationale. Il s'agit d'une chaîne privée, initialement diffusée au sein de la principauté de Monaco et ses environs. Elle devient plus généraliste à partir des années 1970 et sa diffusion est étendue vers le Sud-Est de la France et le nord de l'Italie, avant que la chaîne bénéficie d'une plus grande couverture via le câble et le satellite. Une première chaîne publique nationale est créée en 1995 sous le nom de Monaco à la Une Images, rebaptisée Monaco Info en 2003. En juin 2016, TMC devient une chaîne entièrement française avec le rachat du groupe TF1 de la participation du principauté de Monaco de 20 % qu'elle détenait dans TMC.
Le projet de créer une nouvelle chaîne publique est évoqué en 2021 par la principauté,. Originellement nommée Monte-Carlo Riviera (MCR), son lancement est prévu le 1er septembre 2023 sous le nom TV Monaco,.

## Chaînes
Nationales
- Monaco Info
- TV Monaco

Internationales
- TMC – Monaco, Belgique, France, Suisse (depuis 1954)
- MCM – Monaco, Belgique, France, Suisse (depuis 1989)
- Telemontecarlo – Monaco, Italie (1974-2001)
- TMC 2 – Monaco, Italie (1996-2001)